# Anderson Niangbo
Anderson Niangbo né le 6 octobre 1999 en Côte d'Ivoire, est un footballeur ivoirien qui joue au poste d'attaquant au Konyaspor.

## Biographie

### Débuts en Autriche
En janvier 2018 il rejoint le Red Bull Salzbourg, qui le laisse au FC Liefering, club partenaire. Il fait ses débuts en professionnels avec ce club.
Pour la saison 2019-2020 Niangbo est prêté au Wolfsberger AC, club évoluant alors en première division autrichienne.

### KAA La Gantoise
Le 15 janvier 2020 il rejoint le KAA La Gantoise, avec qui il signe un contrat courant jusqu'en 2024,. Il joue son premier match avec sa nouvelle équipe le 25 janvier suivant face au KRC Genk. Entré en cours de partie ce jour-là, il se distingue en marquant également son premier but, participant ainsi à la victoire de son équipe par quatre buts à un,. Le club termine deuxième du championnat de Belgique lors de cette saison 2019-2020.
Niangbo découvre la Ligue des champions la saison suivante, jouant son premier match le 29 septembre 2020 contre le Dynamo Kiev. Il est titularisé et son équipe s'incline ce jour-là (3-0).

### SK Sturm Graz
Le 9 août 2021, Anderson Niangbo est prêté pour une saison au Sturm Graz. Il fait ainsi son retour en première division autrichienne.

### En sélection
Anderson Niangbo est sélectionné avec l'équipe de Côte d'Ivoire des moins de 20 ans pour participer à la coupe d'Afrique des nations des moins de 20 ans 2015. Il prend part à trois matchs, tous en tant que titulaire, lors de ce tournoi où les jeunes ivoiriens ne parviennent pas à sortir de la phase de groupe.